# PSR B1257+12 b

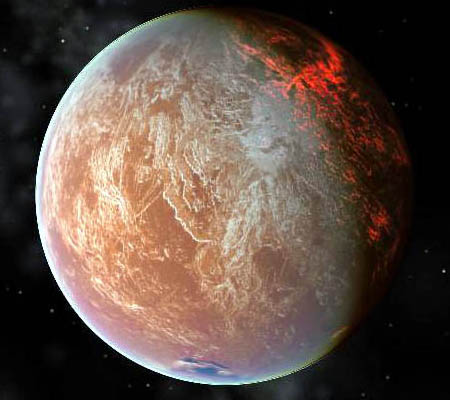
Vue d'artiste de l'exoplanète PSR B1257+12 b

PSR B1257+12 b ou Draugr, initialement nommée PSR B1257+12 A, est une exoplanète rocheuse orbitant autour de PSR B1257+12 (alias Lich), un pulsar milliseconde située à une distance de 710 ± 40 parsecs (environ 2 300 années-lumière) dans la constellation de la Vierge. Il s'agit donc d'une planète de pulsar.

## Caractéristiques
À 2 300 années-lumière de la Terre, Draugr orbite en environ 25 jours à 0,19 UA autour de son étoile, le pulsar milliseconde Lich. Elle constitue la planète la plus intérieure de ce système planétaire qui comprend également deux autres planètes rocheuses confirmées : Poltergeist (PSR B1257+12 c) et Phobétor (PSR B1257+12 d) beaucoup plus massives.
Avec 0,02 masse terrestre, soit une masse à peine double de celle de la Lune, Draugr est la planète la moins massive connue, jusqu'au milieu des années 2010 avant la découverte de WD 1145+017 b (0,006 M⊕).
| Planète                             | Masse (M⊕)    | Demi-grand axe (UA) | Période orbitale (d) | Excentricité    |
| ----------------------------------- | ------------- | ------------------- | -------------------- | --------------- |
|                                     |               |                     |                      |                 |
| PSR B1257+12 b                      | 0,020 ± 0,002 | 0,19                | 25,262 ± 0,003       | 0,00            |
| PSR B1257+12 c                      | 4,3 ± 0,2     | 0,36                | 66,5419 ± 0,0001     | 0,0186 ± 0,0002 |
| PSR B1257+12 d                      | 3,9 ± 0,2     | 0,46                | 98,2114 ± 0,0002     | 0,0252 ± 0,0002 |
| PSR B1257+12 e                      | 4 × 10-4      | 2,6                 | 1 250                | ?               |
|                                     |               |                     |                      |                 |
| Système planétaire de PSR B1257+12. |               |                     |                      |                 |

## Découverte et désignation
Draugr est découverte en 1994 par Aleksander Wolszczan et Maciej Konacki.
Elle est désignée sous le matricule PSR B1257+12 A et non PSR B1257+12 b car elle a été découverte après PSR B1257+12 B, qui fut la toute première exoplanète jamais détectée et donc nommée avec un « B » majuscule ; comme PSR B1257+12 A se trouve en deçà de l'orbite de PSR B1257+12 B, elle a été nommée avec un « A » majuscule sans que les autres planètes du système ne soient renommées.
Par la suite, les planètes des autres systèmes planétaires ont été nommées avec des lettres minuscules b, c, d, etc. en fonction de l'ordre de leur découverte, et non par demi-grand axe croissant.
En 2015, l'Union astronomique internationale (UAI) lance NameExoWorlds, une consultation publique qui propose de nommer dix-neuf systèmes planétaires (14 étoiles et 31 exoplanètes en orbite autour d'elles).
Dans ce cadre, en décembre 2015, PSR B1257+12 b est officiellement nommée Draugr, faisant ainsi référence à la créature morte-vivante de la mythologie nordique,.